# Джонс, Тревор
Тре́вор Джонс (англ. Trevor Jones, род. 23 марта 1949) — южноафриканский композитор и дирижёр. Известен как автор музыки к популярным кинофильмам.

## Биография
В 17 лет Тревор Джонс получил стипендию вице-канцлера Кейптаунского университета, позволившую в течение четырёх лет изучать в Королевской Академии музыки в Лондоне композицию, оркестровку, дирижирование, фортепиано и орган. В академии стал обладателем различных наград, в том числе премии музыкальной критики, и был назначен обозревателем классической музыки на Би-би-си, занимая эту должность на постоянной основе в течение четырёх лет и ещё два года — совмещая с обучением в Йоркском университете (Англия).
Под руководством профессора Уилфрида Меллерса изучал джаз, поп, рок, фолк, этническую музыку (в том числе балийскую, яванскую и индийскую), авангард XX века, электронную музыку и акустику, получив степени бакалавра с отличием (англ. BA Hons.) и магистра (англ. MA in the relationship of Image and Music).
Тревор Джонс стал первым композитором, обучавшимся в Национальной школе кино и телевидения (NFTS). Короткометражный фильм «Основание доллара» (1980), сделанный сокурсниками Джонса и включавший написанную им музыку, завоевал премию «Оскар» в номинации «Лучший игровой короткометражный фильм». Продолжил обучение в Университете Восточной Англии.
В 1999 году Тревор Джонс был избран первым председателем музыкального отделения в Национальной школе кино и телевидения. С 1998 года ассоциированный член (англ. ARAM), с 2006 года действительный член (англ. FRAM) Королевской академии музыки. В 2005 году архиепископ Десмонд Туту присвоил ему звание почётного доктора наук (англ. Honorary Ph. D.) Университета Западно-Капской провинции.
Является автором более ста произведений для кино и телевидения, создавал музыку для драматических и балетных постановок, выступал в качестве дирижёра с произведениями собственного сочинения на международных кинофестивалях. Сотрудничал с Дэвидом Боуи, Стингом, «U2», Шинейд О’Коннор, Шарлоттой Чёрч, Бритни Спирс и Элвисом Костелло. Был членом жюри премии BAFTA, музыкальной премии «Mercury Prize» и Гентского международного кинофестиваля.
В дополнение к преподавательской деятельности в NFTS читает лекции и даёт мастер-классы в Королевском колледже музыки, Главном обществе авторов и издателей (Мадрид) и др. Является учредителем стипендий для студентов из ЮАР, позволяющих проходить обучение в NFTS.

## Избранная фильмография
| 1. 1981 — Экскалибур (также дирижёр) 2. 1981 — Бандиты времени (только одна мелодия) 3. 1982 — Тёмный кристалл 4. 1985 — Поезд-беглец (также дирижёр) 5. 1986 — Лабиринт 6. 1987 — Сердце Ангела 7. 1988 — Доминик и Юджин (также дирижёр) 8. 1988 — Миссисипи в огне 9. 1989 — Море любви 10. 1990 — Дурное влияние 11. 1990 — Арахнофобия 12. 1991 — В истинном свете 13. 1991 — Золотая цепь 14. 1992 — Корпорация «Бессмертие» 15. 1992 — Во всём виноват посыльный (также оркестратор) 16. 1992 — Последний из могикан (частично — Рэнди Эдельман) 17. 1993 — Скалолаз (также оркестратор) 18. 1993 — Во имя отца 19. 1995 — Убежище 20. 1995 — Поцелуй смерти (также дирижёр и оркестратор) 21. 1995 — Ричард III 22. 1997 — Дело — труба (также дирижёр и оркестратор) 23. 1997 — Место на кладбище (также оркестратор) 24. 1997 — Солдат Джейн (также оркестратор) 25. 1997 — Луговые собачки (также оркестратор) 26. 1998 — Отчаянные меры (также дирижёр и оркестратор) 27. 1998 — Тёмный город (также оркестратор) 28. 1998 — Великан 29. 1998 — Разговор ангелов 30. 1999 — Ноттинг-Хилл (также оркестратор) 31. 2000 — Тринадцать дней (также оркестратор) 32. 2001 — Из ада (также оркестратор) 33. 2002 — Перекрёстки (также оркестратор) 34. 2003 — Лига выдающихся джентльменов 35. 2004 — Вокруг света за 80 дней (также оркестратор) 36. 2005 — Хаос (фильм, 2005) (также оркестратор) | 1. 1985 — Последнее место на Земле (мини-сериал) 2. 1990 — На рассвете 3. 1996 — Путешествия Гулливера (мини-сериал) 4. 1998 — Великий Мерлин 5. 2002 — Динотопия (мини-сериал) 6. 2012 — Лабиринт (мини-сериал) |

## Награды и номинации

### Награды
- Премия ASCAP — 1992 («Последний из могикан»), 1993 («Во имя отца»), 1994 («Скалолаз»), 1997 («Солдат Джейн»), 1999 («Ноттинг Хилл»), 2001 («Из ада»), 2002 («Динотопия»), 2003 («Лига выдающихся джентльменов»), 2004 («Вокруг света за 80 дней»)

### Номинации
- Ivor Novello Awards — 1985 («Последнее место на Земле»), 1991 («Арахнофобия»), 2001 («Тринадцать дней»)
- BAFTA — 1989 («Миссисипи в огне»), 1992 («Последний из могикан»), 1996 («Дело — труба»)
- Золотой глобус — 1992 («Последний из могикан»), 1998 («Великан»)
- Emmy — 1998 («Великий Мерлин»)
- Премия Японской киноакадемии — 2006 («Эсминец без цели»)[2]

## Книги и фильмы с участием Тревора Джонса
- David Cooper, Christopher Fox and Ian Sapiro. CineMusic? Constructing the Film Score (англ.). — Newcastle: Cambridge Scholars Publishing, 2008. — ISBN 9781847185938.
- «The Making of 'Last of the Mohicans'» (англ.) на сайте Internet Movie Database